# 伊戈爾·儒利奧
伊戈爾·儒利奧·多斯桑托斯·德保罗（葡萄牙語：Igor Julio dos Santos de Paulo；1998年2月7日—），是一名巴西職業足球員，現效力英超球隊布萊頓。

## 榮譽
費倫天拿
- 意大利盃亞軍 : 2022–23[1]
- 歐協聯亞軍 : 2022–23

## 外部連結
- Profile （页面存档备份，存于） at the ACF Fiorentina website （義大利語）
- worldfootball.net：Igor Julio之統計數據 （英文）